# Костишин Віталій Володимирович
Віталій Володимирович Костишин (нар. 12 жовтня 1986, Хмельницький, УРСР) — український футболіст, універсал, по завершенні кар'єри — тренер.

## Кар'єра гравця
Вихованець Олімпійського коледжа імені Івана Піддубного (Київ), за футбольні команди якого виступав з 1999 по 2002 рік. Окрім вище вказаного клубу, у ДЮФЛУ виступав за хмельницьке «Динамо» у сезоні 2002/03 років. Дорослу футбольну кар'єру розпочав 2004 року в київському ЦСКА. Дебютував у професійному футболі 18 червня 2004 року в нічийному (1:1) виїзному поєдинку 34-го туру Першої ліги України проти харківського «Арсеналу». Віталій вийшов на поле на 89-й хвилині, замінивши Юрія Дяка. За київських «армійців» зіграв 2 матчі в Першій лізі України, потім виступав за молодіжну команду «Арсеналу» (Київ), але навіть у молодіжці «канонірів» основним гравцем так і не став (11 матчів).
У 2006 році перейшов у «Кривбас», де став основним гравцем молодіжної команди (25 матчів, 6 голів). Свій єдиний поєдинок за першу команду зіграв 17 червня 2007 року, в програному (0:2) виїзному матчі 30-го туру Вищої ліги проти ФК «Харків». Костишин вийшов на поле в стартовому складі, а на 76-й хвилині його замінив Іван Кучеренко. Після цього виступав в аматорському чемпіонаті України за «Авангард» (Сутиски), «Верест-ІНПАіК» (Дунаївці) та «Проскурів» (Хмельницький). З 2013 по 2014 рік захищав кольори клубів «Заслав'я» (Віньківці) та «Полонія-ДЮСШ-1» (Хмельницький) в чемпіонаті Хмельницької області.
Навесні 2016 року перейшов у «Поділля», яке на той час виступало в аматорському чемпіонаті України. Наступного сезону команда заявилася в Другу лігу України. На професіональному рівні дебютував за хмельницький клуб 24 липня 2016 року в переможному (2:0) домашньому поєдинку 1-го туру Другої ліги проти миколаївського «Суднобудівника». Віталій вийшов на поле в стартовому складі, а на 85-й хвилині його замінив Роман Шпиця. У першій частині сезону 2016/17 років зіграв 12 матчів у Другій лізі, а під час зимової перерви в сезоні вирішив завершити кар'єру футболіста.

## Кар'єра тренера
По завершенні кар'єри гравця розпочав тренерську діяльність. Спочатку очолював команду «Поділля U-15», після чого допомагав Олександру Ірклієнку тренувати юніорську команду клубу. Напередодні старту нового сезону призначений головним тренером команди U-19.
1 серпня 2017 року призначений виконувачем обов'язків головного тренера «Поділля». 26 квітня 2019 року, після нічийного поєдинку з «Буковиною» (1:1), подав у відставку, але керівництво клубу її не прийняло.

## Особисте життя
Брат, Руслан, також професійний футболіст, станом на серпень 2024 року працює асистентом головного тренера «Дністер» (Заліщики).
Племінник, Денис Костишин, гравець ковалівського «Колосу».